# Israël Potter
Pour les articles homonymes, voir Potter.
Israël Potter (titre original : Israël Potter : His Fifty Years of Exile) est un roman de l'écrivain américain Herman Melville, paru en 1855.

## Historique
Le roman paraît d'abord en feuilleton dans la revue Putnam's Monthly de juillet 1854 à mars 1855, puis sous la forme de livre les mois suivants.

En 1849, chez un bouquiniste de Londres, Herman Melville achète l'histoire autobiographique d'Israël Potter, un mince volume vendu par les colporteurs qui raconte les aventures d'un obscur soldat de la Révolution américaine. 

En 1852, Pierre ou les Ambiguïtés est mal accueilli par la critique et l'année suivante l'éditeur Harper refuse le manuscrit d'Isle of the Cross, aujourd'hui perdu. Par nécessité, Melville se résout à écrire pour les périodiques. Israël Potter fait partie de ces histoires, le récit du soldat devenant une biographie romancée.

## Résumé
En 1775, après divers emplois dans les nouvelles colonies du nord et de l'ouest, une campagne de chasse à la baleine, Israël Potter s'engage dans la milice de Lenox et se fait blesser à la bataille de Bunker Hill, un des premiers engagements de la guerre d'indépendance des États-Unis. Enrôlé sur un brigantin, il est fait prisonnier par les Anglais, s'évade deux fois, se trouve une place dans les jardins royaux où il rencontre le roi George III. Toujours poursuivi par les Tuniques rouges, il devient agent secret, rencontre Benjamin Franklin à Paris, se fait de nouveau capturer en Angleterre et s'évade. Sur le navire de Jones, il participe à la bataille navale contre le Serapis et se retrouve prisonnier sur une frégate anglaise où il rencontre le colonel Ethan Allen. En fuite, il gagne Londres et se fait rempailleur de chaises pendant cinquante ans. Pour finir, le consul américain le rapatrie, lui et son dernier fils, à Boston où il arrive le jour de l'inauguration du monument de Bunker Hill.

## Éditions en anglais
- Israël Potter : His Fifty Years of Exile, dans la revue Putnam's Monthly de juillet 1854 à mars 1855
- Israël Potter, ..., chez l'éditeur George P. Putnam & Co. à New York, mars 1855.

## Éditions parues en France
(liste non exhaustive)
- 1951 : Israël Potter, ou cinquante ans d’exil, traduit par C. Cestre, Paris, Corréa[3].
- 1956 : Israël Potter, par Francis Ledoux, Paris, Gallimard.
- 1991 : Israël Potter : ses cinquante années d'exil, trad., introd., bibliogr. et chronologie par Philippe Jaworski, Paris : Aubier, collection : Domaine américain  (ISBN 2-7007-1645-0)
- 2010 : Israël Potter, traduction revue par Philippe Jaworski, Herman Melville, Œuvres, IV , Bibliothèque de la Pléiade, éditions Gallimard.

## Adaptation
- 1964 : Le Matelot de nulle part, dramatique de Marcel Cravenne, diffusée dans l'émission de Claude Santelli, Le Théâtre de la jeunesse[4]